# Oasen
|  | Denne artikel er oprettet af botten PalnaBot ud fra en ekstern database. Den kan derfor have sproglige fejl eller mangler. Denne skabelon kan fjernes efter kontrol af indholdet. |

Oasen er en kortfilm fra 2013 instrueret af Carl Marott efter manuskript af Lars Bang, Carl Marott.

## Handling
Tom er en ensom sjæl, som aldrig rigtig har forstået det der med kærlighed. Det er et stort og uudforsket mysterium for ham. Men da han pludselig og helt uventet møder Laura, mærker han for første gang, hvad kærligheden gør ved ham. Tom hvirvles nu ind i et trekantsdrama, hvor han finder ud af, hvor langt han er villig til at gå for den kvinde, han elsker.